# Loạn ba vương
Loạn Tam vương (chữ Hán: 三王之亂 Tam vương chi loạn) là một cuộc nổi loạn do 3 hoàng tử nhà Lý gây ra năm 1028, ngay sau khi Lý Thái Tổ băng hà và Thái tử Khai Thiên vương nối ngôi. Loạn Tam vương do các hoàng thân là Vũ Đức vương, Dực Thánh vương và Đông Chinh vương gây ra do muốn giành ngôi với Khai Thiên vương.

## Bối cảnh
Năm 1028, Lý Thái Tổ băng hà, chưa tế táng xong thì ba hoàng thân là Vũ Đức vương, Dực Thánh vương và Đông Chinh vương đã đem quân đến vây thành để tranh ngôi của Thái tử. Trong đó, Đông Chinh vương Lực là Hoàng tử con Lý Thái Tổ; Dực Thánh vương là em trai của Lý Thái Tổ; còn Vũ Đức vương chưa rõ thân thế.
Bấy giờ các quan đứng đầu là Lý Nhân Nghĩa xin Thái tử Phật Mã cho đem quân ra thành quyết được thua một trận. Khi quân của Thái tử và quân các vương đối trận, thì quan Vũ vệ tướng quân là Lê Phụng Hiểu rút gươm ra chỉ vào Vũ Đức vương mà bảo rằng:
Các người dòm ngó ngôi cao, khi dễ tự quân, trên quên ơn tiên đế, dưới trái nghĩa tôi con, vậy Phụng Hiểu xin dâng nhát gươm này!
Nói xong tướng quân Lê Phụng Hiểu chạy xông vào chém Vũ Đức vương ở trận tiền. Quân các vương trông thấy sợ hãi bỏ chạy cả. Dực Thánh vương và Đông Chinh vương cũng phải chạy trốn.
Cũng trong năm 1028, nghe tin Vũ Đức vương bị giết trong cuộc chiến ngai vàng, Khai Quốc vương đóng ở phủ Trường Yên (Hoa Lư) lòng càng bất bình, cậy có núi sông hiểm trở bèn đem phủ binh làm phản. Lý Thái Tông thân đi đánh. Ngày đến Trường Yên, Khai Quốc vương đầu hàng. Vua hạ lệnh rằng: Ai cướp bóc của cải của dân thì chém. Quân sĩ nghiêm theo, không mảy may xâm phạm. Đại quân vào thành Thăng Long, dân trong thành đem dâng biếu trâu rượu đứng đầy đường. Vua sai sứ tuyên chỉ động viên, cả thành vui to. Vua từ phủ Trường Yên về, xuống chiếu tha tội cho Khai Quốc vương, vẫn cho tước như cũ.
Dẹp xong loạn Tam vương, ngày Kỷ Hợi (tức ngày 1 tháng 4 năm 1028), Thái tử Lý Phật Mã lên ngôi, tức là Lý Thái Tông. Ông đổi niên hiệu là Thiên Thành.
Về sau, Dực Thánh vương và Đông Chinh vương xin về chịu tội. Thái Tông nghĩ tình cốt nhục bèn tha tội cho, và lại phục chức cũ cho cả hai người.
Cũng vì sự phản nghịch của Tam vương, Lý Thái Tông mới lập lệ: cứ hàng năm, các quan phải đến đền Đồng Cổ (nay thuộc Phường Bưởi, Quận Tây Hồ, Hà Nội) làm lễ đọc lời thề rằng:
Làm con phải hiếu, làm tôi phải trung, ai bất hiếu bất trung, xin quỷ thần làm tội.
Các quan ai trốn không đến thề, phải phạt 50 trượng.

## Kết cục
Loạn Tam vương đã khiến cho một người em của Lý Thái Tông thiệt mạng. Đó chính là một vết đen trong đời của ông, giống như Đường Thái Tông năm nào với Sự biến cửa Huyền Vũ. Tuy nhiên khác với Đường Thái Tông là người giết huynh đệ để chiếm ngôi thì Lý Thái Tông là người bảo vệ ngôi Hoàng Đế trước âm mưu đoạt ngôi
Giống như Đường Thái Tông Lý Thế Dân, sau khi lên ngôi, Lý Thái Tông đã bắt tay ngay vào việc phát triển Đại Cồ Việt và xã tắc bắt đầu hưng thịnh từ đây. Vì sự nhân từ của vua, hai vương làm loạn còn lại (ngoài Vũ Đức vương) đều được Lý Thái Tông tha tội.